# Freaky Tales
Freaky Tales (dt. etwa „Abgefahrene Geschichten“) ist ein US-amerikanischer Spielfilm von Ryan Fleck und Anna Boden aus dem Jahr 2024. Bei dem Werk handelt es sich um vier miteinander verbundene Geschichten über Außenseiter, die in den 1980er-Jahren angesiedelt sind. Die Hauptrollen übernahmen unter anderem Pedro Pascal, Jay Ellis, Dominique Thorne, Ben Mendelsohn und Angus Cloud. Freaky Tales wurde im Januar 2024 beim 40. Sundance Film Festival uraufgeführt.

## Handlung
Oakland im Jahr 1987: Ein übernatürlicher Sturm braut sich über der Stadt zusammen und ruft zahlreiche Außenseiter auf den Plan. Jugendliche Punks verteidigen ihr Revier gegen Nazi-Skinheads. Gleichzeitig kämpft ein Rap-Duo um die Unsterblichkeit des Hip-Hop. Ein müder Handlanger sieht die Chance auf Erlösung gekommen, während ein NBA All-Star eine offene Rechnung begleicht.

## Veröffentlichung und Rezeption
Freaky Tales wurde am 18. Januar 2024 im Rahmen des Sundance Film Festivals uraufgeführt. Dort war das Werk in die Sektion Premieres aufgenommen worden. Im Online-Katalog priesen die Veranstalter den Film als „umwerfendes Mixtape“ sowie als „eine freudige Ode an die 80er-Jahre“.